# Морозов, Сергей Александрович (футболист)
Сергей Александрович Морозов (3 января 1986) — украинский футболист, нападающий.

## Игровая карьера
Воспитанник СДЮШОР «Металлург» (Запорожье). С марта 2004 года играл во второй команде «Металлурга», а 22 мая того же года в игре против «Оболони» дебютировал в высшем дивизионе. Всего в главной клубной команде сыграл 7 матчей. 62 матча сыграл в «Металлурге-2» и 53 — в дубле «металлургов». В составе «дублёров» становился серебряным призёром первенства 2007/08 гг.
В 2005 году провёл 4 матча в составе юношеской сборной Украины (до 19 лет) Юрия Калитвинцева. В одном из матчей Морозов забил два мяча в ворота ровесников из Испании.